# 锡本艾兴
锡本艾兴（意为“七棵橡树”）是德国石勒苏益格－荷尔斯泰因州的一个市镇。总面积4.68平方公里，总人口258人，其中男性130人，女性128人（2011年12月31日），人口密度55人/平方公里。